# Québec, ville dépressionniste
Québec, ville dépressionniste est un pamphlet collectif paru en 2008 chez Moult éditions. Lancé en pleine célébration du 400e anniversaire de fondation de Québec, le livre dresse une critique des élites politiques, économiques et culturelles de la ville et de la médiocrité résultant des choix de planification, mêlant les champs de l'histoire, la sociologie et la morphologie urbaine.

## Résumé
Le livre comprend une dizaine de textes,, rédigés à travers le prisme du dépressionnisme, soit la critique de l'organisation volontaire des éléments spirituels et matériels visant la déshumanisation des éléments de la société. Les textes prennent principalement deux formes : des analyses et des témoignages.
Dans leur propos, les auteurs remettent en question l'idée de célébrer la ville de Québec en dénonçant « l'étalement urbain, la dévitalisation des quartiers centraux et l’omniprésence du tourisme ». Ils dénoncent en outre le temps passé à réparer les erreurs des administrations passées,, notamment la transformation du Vieux-Québec « de centre vivant [en] cadavre de pierre ».

## Parution et accueil
L'ouvrage est lancé en juillet 2008, pendant les célébrations du 400e anniversaire de fondation de Québec. Il est publié comme numéro hors-série de la revue La Conspiration dépressionniste.
Dans Le Devoir, Isabelle Porter qualifie l'ouvrage de « sympathique brûlot » rédigée dans un « ton moqueur » avec des « formule[s] assassine[s] ». Son collègue Gilles McMillan salue la « parole pamphlétaire bien ciselée ». Il retient du propos des auteurs que « la dépossession caractérise l’histoire des habitants de Québec ». Dans Le Soleil, le chroniqueur Jean-Simon Gagné note aussi la qualité de la rédaction. Il apprécie particulièrement le texte « Hommage à Xi'an » à propos de l'ancien quartier chinois, qui, pour le chroniqueur, « relève du pur délice ».
À Radio-Canada, les critiques sont moins élogieuses : l'ouvrage apparaît « comme le fait d'une bande de "carabins", "jeunes" et "révoltés", "qui ne proposent rien" ». Gagné soulève le manque de finesse du propos; Gabriel Béland dans La Presse abonde dans le même sens. Porter note plutôt une « arrogance » et un « intellectualisme poseur ».
Le livre est réédité en 2018, bonifié de quelques textes dont une postface de Jean-Pierre Garnier.